# تيري فون
تيري فون (بالإنجليزية: Terry Vaughn)‏ (مواليد 1 أبريل 1973) حكم كرة قدم أمريكي يقيم في مونت فيرنون . تم اعتماده حكما دوليا من قبل الاتحاد الدولي لكرة القدم في سنة 2004 . شارك في إدارة بعض مباريات كأس العالم للشباب تحت 20 سنة 2007 أبرزها مباراة الأردن وزامبيا التي انتهت بالتعادل الإيجابي 1-1 .

## وصلات خارجية
- تيري فون على موقع Soccerway.com (الإنجليزية)